# Peixe-anjo-fogo
O peixe-anjo-fogo (Centropyge loriculus), é uma  das espécies de peixe-anjo nativas da região tropical do Oceano Pacífico. Foi coletado pela primeira vez no Arquipélago da Sociedade, na Polinésia Francesa e descrito por Albert Karl Ludwig Gotthilf Günther em 1874. O peixe-anjo-fogo é um dos símbolos dos recifes de corais da Oceania, por conta de sua coloração vermelha chamativa, com detalhes em azul e listras pretas pelo corpo, sendo muito desejado em ser mentido em aquários.
O peixe-anjo-fogo pode ser encontrado por toda a região polinésica, incluindo o arquipélago havaiano, Ilhas Salomão, a costa de Queensland, na Austrália e recentemente avistado na região de Cebu e na baía Lanuza, nas Filipinas.